# Heinrich Kajetan von Blümegen
Heinrich Kajetan von Blümegen (Vienna, 29 giugno 1715 – Vienna, 30 luglio 1788) è stato un politico e nobile austriaco.

## Biografia
Discendente da una nobile famiglia della Vestfalia giunta in Moravia nel XVIII secolo, Heinrich Kajetan era figlio di Hermann Blümegen (1672–1733), proprietario terriero di Erlaa, sobborgo di Vienna, che il 9 aprile 1720 venne elevato al rango di barone; sua madre era la baronessa Genoveffa von Deuring (1687-1731).
Nel 1740 iniziò la sua carriera come giudice associato della corte provinciale e del tribunale della Moravia. Nel 1743 divenne membro della commissione che regolava la distribuzione dell'imposta sulla proprietà durante le guerre del 1741 e del 1742, insieme a Jiří Fridrich Žalkovský, gestendo quindi i magazzini di provviste, cereali e mangimi sia in Boemia che in Moravia. Dopo la costituzione della milizia provinciale (1744), divenne membro della commissione militare provinciale generale. Nello stesso anno divenne anche cancelliere del regio tribunale della Moravia. Nel 1748 divenne membro del consiglio segreto imperiale. Abbandonata definitivamente la carriera giuridica, si impegnò appieno nell'amministrazione provinciale, divenendo nel 1753 governatore della Moravia. Nel 1761 venne nominato da Francesco I del Sacro Romano Impero conte imperiale. Nel 1760 fu chiamato al Consiglio di Stato a Vienna, dove ricoprì dapprima l'incarico di ministro degli interni e nel 1765 venne nominato cancelliere della corte e poi nel 1771 supremo cancelliere di Boemia. Durante il suo mandato, diede disposizioni per la soppressione in Boemia dell'ordine dei gesuiti come da disposizioni imperiali, non mancando ad ogni modo di emanare delle riforme scolastiche, per la regolamentazione delle imposte militari, per migliorare le condizioni della servitù e per l'abolizione della schiavitù.
Fu il fondatore del monastero dei Fratelli Misericordiosi di Letovice (1759).
A livello personale, Blumegen fu anche un imprenditore in campo agricolo: a Letovicích fondò nel 1745 la manifattura Plátenícka, convertita dal (1763) per la lavorazione del cotone, come pure a Kettenhof (1762) nella Bassa Austria, distinguendosi come una delle maggiori aziende del settore in tutto l'impero. Insieme a suo cognato, il conti Kořenský und Chorynský, gestì inoltre una manifattura per la produzione e lavorazione del cuoio a Veselí nad Moravou. Istituì ulteriori aziende agricole nelle sue tenute di Letovice, Slatinka e Kettenhöf nel 1774.

## Matrimonio e figli
Sposò in prime nozze la baronessa Maria Anna Chorinsky von Ledské (11 marzo 1717 - 11 dicembre 1781), figlia del barone Karl Chorinsky von Ledské, capo del distretto di Hradian in Moravia. La coppia ebbe le seguenti figlie:
- Maria Anna (12 dicembre 1738 - 1740)
- Maria Josepha (nata il 24 marzo 1741), sposò il 3 giugno 1760 Johann Felix von Coreth-Starkenberg
- Maria Antonia (nata il 3 giugno 1742), sposò il 24 settembre 1763 Johann Sigismund Macquire von Inniskillen (1710–1767); sposò il 12 febbraio 1770 Johann Rudolph von Kolowrat-Liebsteinsky († 15 luglio 1772); sposò il 7 settembre 1773 Johann Christoph Heinrich von Blümegen (8 luglio 1722 - 5 ottobre 1802)
- Maria Eleonora (21 febbraio 1744 - 1821), sposò 1764 Lajos István (Ludwig Stephan) Kálnoky von Kőröspatak (5 dicembre 1743 - 3 agosto 1793)
- Maria Klara (29 maggio 1745-1773), monaca
- Margareta Caroline (8 novembre 1746-?)
- Genovefa Ignazia (15 novembre 1748–?)
- Maria Franzisca (4 ottobre 1754-?)
- Franz Heinrich Kajetan (19 luglio 1756 - 7 maggio 1806), sposò il 28 aprile 1776 Aloysia von Heister († 25 marzo 1836), figlia del conte Johann Gottfried von Heister (1718-1800)

In seconde nozze sposò la contessa Karoline von Breuner (29 luglio 1744 - 19 gennaio 1799), figlia del capitano imperiale conte Anton von Breuner (1706–1772) e della sua seconda moglie, la contessa Maria Franziska Josepha von Rottal.